# Nikon D3X
Nikon D3x är en digital systemkamera med fullformatssensor av CMOS-typ. Den finns tillgänglig i butiker från den 19 december 2008. Tekniken är nästan identisk med Nikon D3. Den största enskilda förändringen är dock fördubblingen av antalet pixlar till 24,5 miljoner pixlar och den är tänkt att användas främst av professionella fotografer inom mode och studiofotografering.

## Teknik i urval
- CMOS sensor, 35,9 x 24 mm, även kallat småbild, fullformat eller FX-format)
- 25,72 miljoner pixlar
- Serietagning med 5 Bps (långsam serietagning) 5-7 Bps (snabb serietagning)
- Slutartid 1/8 000 till 30 sekunder i steg om 1/3, 1/2 eller 1EV, bulbläge
- ISO 100-1600 (utökningsbart till 50-6400)
- 51-punkters autofokussystem
- 3-tums monitor med VGA upplösning på 920 000 punkter
- Livevisning med Autofokus
- Slutaren klarar cirka 300 000 tagningar
- Aktiv D-Lightning
- Dubbla CompactFlash format